# Улица Доктора Гааза
Улица До́ктора Га́аза — улица в Западном административном округе города Москвы на территории района Тропарёво-Никулино. Трассируется от проспекта Вернадского до пересечения улицы 26 Бакинских Комиссаров с Ленинским проспектом частично по границе Юго-Западного лесопарка.

## Происхождение названия
16 мая 2017 года на портале Mos.ru было объявлено о том, что безымянному проезду на территории Тропарёво-Никулино будет присвоено имя врача-филантропа Фёдора Гааза. 19 июня соответствующее постановление было подписано мэром Москвы.
Улица Доктора Гааза — первая в Москве, которая не просто названа в честь известного врача, но в названии которой прямо использовано слово «доктор».

## История
Улица была образована во время застройки квартала.

## Примечательные здания и сооружения
- Немецкая школа им. Ф. П. Гааза

## Транспорт
По улице проходит автобус малой вместимости 785к от станции метро «Юго-Западная».